# Лесли-Мелвилл, Рональд, 11-й граф Ливен
Рональд Рутвен Лесли-Мелвилл, 11-й граф Левен, 10-й граф Мелвилл (англ. Ronald Ruthven Leslie-Melville, 11th Earl of Leven and 10th Earl of Melville; 19 декабря 1835 — 21 августа 1906) — шотландский аристократ и пэр.

## Происхождение и образование
Родился 19 декабря 1835 года. Старший сын Джона Торнтона Лесли-Мелвилла, 9-го графа Левена (1786—1876), и его второй жены Софии Торнтон (1806—1887), дочери политика Генри Торнтона. Он получил образование в школе Виндлшем-Хаус и Итонском колледже. Он поступил в 1854 году в колледж Крайст-Черч, Оксфорд, где получил степень бакалавра в 1858 году и магистра в 1865 году.
22 октября 1889 года после смерти своего сводного старшего брата, Александра Лесли-Мелвилла, 10-го графа Левена (1817—1889), Рональд Лесли-Мелвилл унаследовал титулы 11-го графа Левена (Пэрство Шотландии), 11-го лорда Балгони (Пэрство Шотландии), 10-го графа Мелвилла (Пэрство Шотландии), 10-го виконта Кирколди (Пэрство Шотландии), 10-го лорда Рэйта, Монимейла и Балвири (Пэрство Шотландии) и 13-го лорда Мелвилла из Монимейла (Пэрство Шотландии).

## Карьера
Он был директором Peninsular and Oriental Steam Navigation Company.
Шотландский пэр-представитель в Палате лордов Великобритании (1892—1906), хранитель Малой печати Шотландии (1900—1906) и лорд-верховный комиссар Генеральной ассамблеи Церкви Шотландии (1898—1906). Директор Банка Англии с 1884 по 1894 год, заместитель лейтенанта лондонского Сити, член Тайного совета Великобритании (1902)  и кавалер Ордена Чертополоха (1905).
Он был близким другом махараджи Далипа Сингха и сопровождал его в путешествии из Англии в Италию, которое началось в декабре 1856 года.

## Личная жизнь
7 мая 1885 года он женился на достопочтенной Эмме Селине Портман (5 апреля 1863 — 1 марта 1941), старшей дочери Генри Портмана, 2-го виконта Портмана (1829—1919), и Мэри Селины Шарлотты Фицуильям (1836—1899). У супругов было пятеро детей:
- Джон Дэвид Лесли-Мелвилл, 12-й граф Левен (5 апреля 1886 — 11 июня 1913), старший и преемник отца
- Арчибальд Александр Лесли-Мелвилл, 13-й граф Левен (6 августа 1890 — 15 января 1947)
- Капитан достопочтенный Дэвид Уильям Лесли-Мелвилл (23 мая 1892 — 10 декабря 1938)
- Подполковник достопочтенный Иэн Лесли-Мелвилл (14 августа 1894 — 10 февраля 1967)
- Леди Констанция Бетти Лесли-Мелвилл (7 августа 1888 — 13 августа 1922)[6].